# Anton Niebylicki
Anton Nikitowicz Niebylicki (ros. Антон Никитович Небылицкий, ur. 11 października 1989 roku w Moskwie) – rosyjski kierowca wyścigowy.

## Kariera

### Formuła Renault 2.0
Niebylicki karierę rozpoczął od startów w Formule Rosyjskiej w 2004 roku. Zdobyte w niej punkty sklasyfikowały go na 6. miejscu. Dwa lata później zadebiutował w wyścigach Formuły Renault. Wystartował w pełnym wymiarze północnoeuropejskiego cyklu. Punktując w większości wyścigów, zmagania zakończył na 13. pozycji. Rosjanin zaliczył także udział w europejskiej edycji tej serii. Wystąpiwszy w sześciu wyścigach, Niebylicki nie zdobył jednak punktów. Wziął także udział w zimowej edycji Brytyjskiej Formuły Renault. Po punkty sięgał we wszystkich czterech startach, jednak ze względu na brak licencji, nie mógł zostać sklasyfikowany.
W 2007 roku Rosjanin wystartował w całym sezonie Pucharu Europy. Pomimo tego nie zdobył jednak ani jednego punktu. Najwyżej sklasyfikowany został w pierwszym wyścigu, na belgijskim torze w Zolder, plasując się na dwunastej lokacie. W Formule Renault NEC 2.0 tym razem wziął udział w pięciu rundach. Uzyskane punkty pozwoliły mu 22. pozycję w końcowej klasyfikacji.
W sezonie 2008 Niebylicki brał udział w pełnym wymiarze zarówno w europejskiej, jak i zachodnioeuropejskiej edycji Formuły Renault. W pierwszej z nich po punkty sięgnął w ostatniej eliminacji, na hiszpańskim torze Circuit de Catalunya, a dzięki siedmiu "oczkom" uplasował się na 20. miejscu. W Formule Renault WEC 2.0 spisał się zdecydowanie lepiej. Rosjanin punktował w 10 z 15 wyścigów, a podczas niedzielnych zmagań na francuskim torze w Dijon-Prenois stanął na najniższym stopniu podium. Ostatecznie rywalizację zakończył na 7. pozycji.

### Formuła Renault 3.5
W roku 2009 Niebylicki zadebiutował w Formule Renault 3.5. W pierwszych dwóch rundach wystartował w barwach brytyjskiej stajni Comtec Racing, natomiast w pozostałej części sezonu reprezentował francuski zespół SG Formula. Pomimo udziału we wszystkich eliminacjach nie udało mu się zapunktować. Najwyższej sklasyfikowany został na niemieckim torze Nürburgring, gdzie zajął dwunaste i jedenaste miejsce (w pierwszym wyścigu ustanowił najszybsze okrążenie, jednak ze względu na pozycję poza czołową dziesiątką, nie został mu przyznany jeden punkt).
W sezonie 2010 ścigał się w rosyjskim zespole KMP Racing. Niebylicki ośmiokrotnie dojeżdżał w czołowej dziesiątce, a podczas sobotniego wyścigu, na czeskim torze Masaryk Circuit, zajął najniższym stopień podium. Ostatecznie w klasyfikacji generalnej uplasował się na 14. pozycji.
Drugi rok współpracy z rodzimą ekipą był wyraźnie słabszy w wykonaniu Niebylickiego. Rosjanin zaledwie trzykrotnie sięgnął po punkty, a na dodatek został wyraźnie pokonany przez zespołowego partnera z Francji, Nelsona Panciatici. Skromny dorobek punktowy (zdobył ich mniej, aniżeli przed rokiem, kiedy to skala punktowa była zdecydowanie mniejsza) sklasyfikował go na odległej 19. lokacie.
Na sezon 2012 Niebylicki zmienił zespół na Team RFR. Jednak mimo udziału w ośmiu wyścigach, Rosjanin nie zdołał zdobyć ani jednego punktu. Sezon zakończył na 31 pozycji w klasyfikacji generalnej.

## Statystyki
| Sezon | Seria                                         | Zespół               | Wyścigi | Zwycięstwa | PP | NO | Podium | Punkty | Poz. koń. |
| ----- | --------------------------------------------- | -------------------- | ------- | ---------- | -- | -- | ------ | ------ | --------- |
| 2004  | Formuła RUS                                   | LOTTA Racing         |         |            |    |    |        | 28     | 6         |
| 2006  | Północnoeuropejski Puchar Formuły Renault 2.0 | SL Formula Racing    | 16      | 0          | 0  | 0  | 0      | 116    | 13        |
| 2006  | Europejski Puchar Formuły Renault 2.0         | SL Formula Racing    | 6       | 0          | 0  | 0  | 0      | 0      | 37        |
| 2006  | Brytyjska Formuła Renault (edycja zimowa)     | SL Formula Racing    | 4       | 0          | 0  |    | 0      | 0      | NS†       |
| 2007  | Europejski Puchar Formuły Renault 2.0         | SL Formula Racing    | 14      | 0          | 0  | 0  | 0      | 0      | 42        |
| 2007  | Europejski Puchar Formuły Renault 2.0         | SG Formula           | 14      | 0          | 0  | 0  | 0      | 0      | 42        |
| 2007  | Północnoeuropejski Puchar Formuły Renault 2.0 | SL Formula Racing    | 10      | 0          | 0  | 0  | 0      | 63     | 22        |
| 2008  | Formuła Renault WEC 2.0                       | SG Formula           | 15      | 0          | 0  | 0  | 1      | 41     | 7         |
| 2008  | Europejski Puchar Formuły Renault 2.0         | SG Drivers' Project  | 14      | 0          | 0  | 0  | 0      | 7      | 20        |
| 2009  | Formuła Renault 3.5                           | Comtec Racing        | 17      | 0          | 0  | 0  | 0      | 1      | 29        |
| 2009  | Formuła Renault 3.5                           | KMP Group/SG Formula | 17      | 0          | 0  | 0  | 0      | 1      | 29        |
| 2010  | Formuła Renault 3.5                           | KMP Racing           | 17      | 0          | 0  | 0  | 1      | 31     | 14        |
| 2011  | Formuła Renault 3.5                           | KMP Racing           | 17      | 0          | 0  | 0  | 0      | 22     | 19        |
| 2012  | Formuła Renault 3.5                           | Team RFR             | 8       | 0          | 0  | 0  | 0      | 0      | 31        |

- † – Niebylicki nie był sklasyfikowany, ze względu na brak licencji.

## Wyniki w Formule Renault 3.5
| Legenda oznaczeń w tabelach wyników Wyświetl szablon na nowej stronie | Legenda oznaczeń w tabelach wyników Wyświetl szablon na nowej stronie                                                                     |
| Oznaczenie                                                            | Wyjaśnienie |
| --------------------------------------------------------------------- | --- |
| Złoty                                                                 | Zwycięzca lub mistrzostwo |
| Srebrny                                                               | 2. miejsce lub wicemistrzostwo |
| Brązowy                                                               | 3. miejsce lub II wicemistrzostwo |
| Zielony                                                               | Ukończył, punktował (w klasyfikacji generalnej, gdy zdobył co najmniej jeden punkt na przestrzeni sezonu, poza trzema powyższymi opcjami) |
| Niebieski                                                             | Ukończył, nie punktował (w klasyfikacji generalnej, gdy nie zdobył co najmniej jednego punktu na przestrzeni sezonu)                      |
| Czerwony                                                              | Nie zakwalifikował się (NZ) |
| Czerwony                                                              | Nie prekwalifikował się (NPK) |
| Różowy                                                                | Nie ukończył (NU) |
| Różowy                                                                | Niesklasyfikowany (NS) (w klasyfikacji generalnej, gdy nie został sklasyfikowany w żadnym wyścigu sezonu)                                 |
| Czarny                                                                | Zdyskwalifikowany (DK) |
| Czarny                                                                | Wykluczony (WYK/EX) |
| Biały                                                                 | Nie wystartował (NW) |
| Biały                                                                 | Kontuzjowany (K/INJ) |
| Biały                                                                 | Wyścig odwołany (OD/C) |
| Bez koloru                                                            | Został wycofany (WYC/WD) |
| Bez koloru                                                            | Nie przybył (NP/DNA) |
| Bez koloru                                                            | Nie brał udziału w treningach (NT/DNP) |
| Bez koloru                                                            | Nie został zgłoszony (–) |
| Pogrubienie                                                           | Start z pole position |
| Kursywa                                                               | Najszybsze okrążenie wyścigu |
| †                                                                     | Nie ukończył, ale jego rezultat został zaliczony ze względu na przejechanie więcej niż 90% dystansu wyścigu.                              |
| *                                                                     | Sezon w trakcie |
| 1/2/3                                                                 | Punktowana pozycja w sprincie kwalifikacyjnym                                                                                             |
| Lista systemów punktacji Formuły 1                                    | |

| Rok  | Zespół               | Wyniki w poszczególnych eliminacjach | Wyniki w poszczególnych eliminacjach | Wyniki w poszczególnych eliminacjach | Wyniki w poszczególnych eliminacjach | Wyniki w poszczególnych eliminacjach | Wyniki w poszczególnych eliminacjach | Wyniki w poszczególnych eliminacjach | Wyniki w poszczególnych eliminacjach | Wyniki w poszczególnych eliminacjach | Wyniki w poszczególnych eliminacjach | Wyniki w poszczególnych eliminacjach | Wyniki w poszczególnych eliminacjach | Wyniki w poszczególnych eliminacjach | Wyniki w poszczególnych eliminacjach | Wyniki w poszczególnych eliminacjach | Wyniki w poszczególnych eliminacjach | Wyniki w poszczególnych eliminacjach | Punkty | Pozycja |
| ---- | -------------------- | ------------------------------------ | ------------------------------------ | ------------------------------------ | ------------------------------------ | ------------------------------------ | ------------------------------------ | ------------------------------------ | ------------------------------------ | ------------------------------------ | ------------------------------------ | ------------------------------------ | ------------------------------------ | ------------------------------------ | ------------------------------------ | ------------------------------------ | ------------------------------------ | ------------------------------------ | ------ | ------- |
| 2009 |                      | CAT                                  | CAT                                  | BEL                                  | BEL                                  | MON                                  | HUN                                  | HUN                                  | GBR                                  | GBR                                  | FRA                                  | FRA                                  | PRT                                  | PRT                                  | DEU                                  | DEU                                  | ARA                                  | ARA                                  | 1      | 29      |
| 2009 | Comtec Racing        | 17                                   | 17†                                  | 20                                   | NU                                   | -                                    | -                                    | -                                    | -                                    | -                                    | -                                    | -                                    | -                                    | -                                    | -                                    | -                                    | -                                    | -                                    | 1      | 29      |
| 2009 | KMP Group/SG Formula | -                                    | -                                    | -                                    | -                                    | 20                                   | 19                                   | NU                                   | NU                                   | NU                                   | NU                                   | NU                                   | 12                                   | NU                                   | 12                                   | 11                                   | NU                                   | NU                                   | 1      | 29      |
| 2010 | KMP Racing           | ARA                                  | ARA                                  | BEL                                  | BEL                                  | MON                                  | CZE                                  | CZE                                  | FRA                                  | FRA                                  | HUN                                  | HUN                                  | DEU                                  | DEU                                  | GBR                                  | GBR                                  | CAT                                  | CAT                                  | 31     | 14      |
| 2010 | KMP Racing           | NU                                   | NU                                   | 10                                   | NU                                   | 17                                   | 3                                    | NU                                   | 11                                   | NU                                   | 10                                   | 7                                    | 10                                   | NU                                   | 7                                    | 5                                    | NU                                   | 7                                    | 31     | 14      |
| 2011 | KMP Racing           | ARA                                  | ARA                                  | BEL                                  | BEL                                  | ITA                                  | ITA                                  | MON                                  | DEU                                  | DEU                                  | HUN                                  | HUN                                  | GBR                                  | GBR                                  | FRA                                  | FRA                                  | CAT                                  | CAT                                  | 22     | 19      |
| 2011 | KMP Racing           | NU                                   | 6                                    | NW                                   | 19                                   | 19                                   | 19                                   | NU                                   | 8                                    | NU                                   | -                                    | -                                    | 15                                   | 15                                   | NU                                   | 16                                   | NU                                   | 5                                    | 22     | 19      |
| 2012 | Team RFR             | ARA                                  | ARA                                  | MON                                  | BEL                                  | BEL                                  | DEU                                  | DEU                                  | RUS                                  | RUS                                  | GBR                                  | GBR                                  | HUN                                  | HUN                                  | FRA                                  | FRA                                  | CAT                                  | CAT                                  | 0      | 31      |
| 2012 | Team RFR             | 13                                   | 14                                   | NU                                   | NW                                   | 15                                   | 20                                   | 16                                   | NU                                   | NU                                   | NU                                   | NU                                   | -                                    | -                                    | -                                    | -                                    | -                                    | -                                    | 0      | 31      |